# Raffaella Reggiová
Raffaella Reggiová (* 27. listopadu 1965 Faenza) je bývalá italská tenistka.
Absolvovala akademii Nicka Bollettieriho, v roce 1981 vyhrála Orange Bowl a začala hrát profesionálně. Jejím nejlepším umístěním na žebříčku WTA byla třináctá příčka v dubnu 1988.
Vyhrála pět turnajů WTA Tour ve dvouhře a čtyři ve čtyřhře. Spolu se Sergiem Casalem vyhrála smíšenou čtyřhru na US Open v roce 1986. Byla čtvrtfinalistkou dvouhry na French Open 1987. Postoupila do semifinále na Letních olympijských hrách 1984, kdy byl tenis ukázkovým sportem, a do čtvrtfinále na Letních olympijských hrách 1988.
Za fedcupový tým Itálie odehrála 33 zápasů, z toho 18 vítězných. Po ukončení kariéry v roce 1992 byla nehrající kapitánkou italské reprezentace, působí také jako komentátorka.

## Turnajová vítězství

### Dvouhra
- 1985: Rome Masters
- 1986: Lugano
- 1986: San Juan
- 1987: San Diego
- 1990: Taranto

### Čtyřhra
- 1985: Rome Masters
- 1988: Tampa Open
- 1991: Linz Open
- 1992: WTA Auckland Open

### Smíšená čtyřhra
- 1986: US Open